# Jardy
Pour l’article homonyme, voir Haras de Jardy.
Jardy est un cheval de course trotteur français né en 1997. Il se fit notamment remarquer par un rare triplé dans le Prix de Paris en 2005, 2006 et 2007.

## Carrière de course
Jardy entame sa carrière à la fin de son année de 2 ans sous la férule de son premier entraîneur, Philippe Allaire. Le cheval se qualifie le 23 juillet 1999 à Caen, avec une réduction kilométrique de 1' 22"3. C'est d'abord au trot monté qu'il se met en évidence, s'imposant comme l'un des leaders de sa génération, avec à la clé des victoires dans le Saint-Léger des Trotteurs, le Prix de Vincennes et le Prix du Président de la République. Mais ses incursions au trot attelé montrent ses dispositions dans la discipline, comme en témoigne sa victoire dans le Prix Doynel de Saint-Quentin. En 2003, après un échec dans le Prix de Cornulier, où il est distancé pour ses allures, il se retire durant plusieurs mois et passe sous l'entraînement de Jean-Michel Bazire, qui axe sa carrière de cheval d'âge sur le trot attelé : Jardy ne fera plus qu'une seule apparition sous la selle, soldée par une nouvelle disqualification dans le Cornulier 2006. Entretemps, il est devenu l'un des meilleurs chevaux français, et se voit consacré durant le meeting d'hiver 2005-2006, avec une première victoire dans le Prix de Paris. L'hiver suivant, il fait encore mieux en s'octroyant l'accessit d'honneur dans le Prix d'Amérique de Gigant Neo et un deuxième Prix de Paris. S'il échoue dans l'Elitloppet 2006, sa victoire dans le Prix René Ballière l'année suivante, confirme sa polyvalence, lui que l'on cataloguait surtout comme un cheval de tenue. Au cours de l'hiver suivant, il se fait discret dans les courses préparatoires mais termine cinquième du Prix d'Amérique d'Offshore Dream et ajoute, à 10 ans et avant de partir à la retraite quelques mois plus tard, un troisième et dernier Prix de Paris à son palmarès, égalant ainsi Bellino II et Vourasie, triple lauréats de l'épreuve.

## Au haras
Jardy connaîtra un succès limité comme reproducteur, se réclamant essentiellement de sa fille, la précoce Vanika du Ruel 1'10, lauréate du Critérium des 3 ans, du Prix de l'Étoile, du Prix Albert Viel et, sur tapis vert, du Critérium des Jeunes.

## Palmarès

### Attelé
- Prix de Paris (Gr.1, 2005, 2006, 2007)
- Prix René Ballière (Gr.1, 2006)
- Prix Doynel de Saint-Quentin (Gr.2, 2002)
- Grand Prix du Sud-Ouest (Gr.2, 2006)
- Prix Jean-Luc Lagardère (Gr.2, 2006)
- 2e Prix de l'Atlantique (Gr.1, 2005)
- 2e Prix d'Amérique (Gr.1, 2006)
- 2e Prix des Ducs de Normandie (Gr.2, 2005)
- 3e Prix Jacques de Vaulogé (Gr.2, 2000)
- 3e Prix Octave Douesnel (Gr.2, 2001)
- 3e Prix de Bretagne (Gr.2, 2002)
- 3e Prix d'Été (Gr.2, 2006)

### Monté
- Saint-Léger des Trotteurs (Gr.1, 2000)
- Prix de Vincennes (Gr.1, 2000)
- Prix du Président de la République (Gr.1, 2001)
- Prix Félicien Gauvreau (Gr.2, 2000)
- Prix de Basly (Gr.2, 2000)
- Prix Louis Tillaye (Gr.2, 2000)
- Prix Ceneri Forcinal (Gr.2, 2001)
- 2e Prix Félicien Gauvreau (Gr.2, 2000)
- 2e Prix de Pardieu (Gr.2, 2001)
- 2e Prix Jacques Olry (Gr.2, 2001)
- 3e Prix des Centaures (Gr.1, 2001)
- 3e Prix Hémine (Gr.2, 2000)

## Origines
| Origines de Jardy, mâle, bai. | Origines de Jardy, mâle, bai. | Origines de Jardy, mâle, bai. | Origines de Jardy, mâle, bai. |
| ----------------------------- | ----------------------------- | ----------------------------- | ----------------------------- |
| Père Cygnus d'Odyssée         | Workaholic (US)               | Speedy Crown (sv) (US)        | Speedy Scot (US)              |
| Père Cygnus d'Odyssée         | Workaholic (US)               | Speedy Crown (sv) (US)        | Missile Toe (US)              |
| Père Cygnus d'Odyssée         | Workaholic (US)               | Ah So                         | Speedy Count                  |
| Père Cygnus d'Odyssée         | Workaholic (US)               | Ah So                         | Lalita Hanover                |
| Père Cygnus d'Odyssée         | Nymphe d'Odyssée              | Seddouk                       | Carioca II                    |
| Père Cygnus d'Odyssée         | Nymphe d'Odyssée              | Seddouk                       | Arlette III                   |
| Père Cygnus d'Odyssée         | Nymphe d'Odyssée              | Étoile d'Odyssée              | Fandango                      |
| Père Cygnus d'Odyssée         | Nymphe d'Odyssée              | Étoile d'Odyssée              | Odyssée P                     |
| Mère Courtisane               | Petit Sam                     | Florestan (US)                | Star's Pride (US)             |
| Mère Courtisane               | Petit Sam                     | Florestan (US)                | Roquépine                     |
| Mère Courtisane               | Petit Sam                     | Talisca                       | Kerjacques                    |
| Mère Courtisane               | Petit Sam                     | Talisca                       | Colombe II                    |
| Mère Courtisane               | Ninon Rose                    | Fondon                        | Quasipyl                      |
| Mère Courtisane               | Ninon Rose                    | Fondon                        | Ralène                        |
| Mère Courtisane               | Ninon Rose                    | Violette VI                   | Pacha Grandchamp              |
| Mère Courtisane               | Ninon Rose                    | Violette VI                   | Olivette J                    |